# Charaktertypen
Dieser Artikel wurde auf der Qualitätssicherungsseite des Wikiprojekts Psychologie eingetragen. Dies geschieht, um die Qualität der Artikel aus dem Themengebiet Psychologie zu verbessern. Dabei werden Artikel verbessert oder auch zur Löschung vorgeschlagen, wenn sie nicht den Kriterien der Wikipedia entsprechen. Hilf mit bei der Verbesserung und beteilige dich an der Diskussion im Projekt Psychologie.
Charaktertypen bezeichnen seit der Antike in unterschiedlichen Definitionen die Ausprägungen der Persönlichkeiten von Menschen. Sie versuchen, Eigenschaften von Einzelpersonen einem bestimmten Typus zuzuordnen und dabei vor allem angeborene Eigenschaften der körperlichen und seelischen Verfassung zu beschreiben. In der modernen empirischen Persönlichkeitspsychologie spielt der Charakterbegriff keine Rolle mehr und auch generell gilt die Einteilung von Personen in verschiedenen Typen in den meisten Fällen als überholt, weil nicht als Beschreibung für die reale Verteilung verschiedener Eigenschaften geeignet.
In veraltetem Gebrauch findet sich für Typen von Charakteren auch das Wort Gemüt bzw. Gemütsart.

## Zur Methodik der Typologie
Die Typenlehre geht nach Karl Jaspers vielfach von gegensätzlichen Eigenschaften aus, die als idealtypisch angesehen werden. Diese gegensätzlichen Eigenschaften eignen sich zu einer u. U. graphisch schematisierenden Darstellung (Diagramme) und bezeichnen daher eher auch extreme negative Abweichungen von der lebensfördernden Mitte.

## Charaktertypen in der Geschichte
Die Temperamentenlehre, aufbauend auf der Vier-Elemente-Lehre des Empedokles und der hippokratischen Humoralpathologie, unterschied zwischen vier verschiedenen Temperamenten: dem Melancholiker, Choleriker, Sanguiniker und Phlegmatiker. Diese Typologie, durch Galen von Pergamon fixiert, wurde bis in die Neuzeit verwendet, u. a. durch Immanuel Kant und Wilhelm Wundt, und kann als Vorläufer der Psychosomatik angesehen werden (Seele als belebendes Element des Körpers).
Von dem griechischen Naturphilosophen Theophrastos von Eresos (3. Jahrhundert v. Chr.) stammt eine anschauliche Beschreibung von dreißig Charaktertypen, z. B. Der Verlogene, Der Skrupellose, Der Dünkelhafte, Der Geizige, Der Redselige, Der Nörgler, Der Gefallsüchtige. Diese sog. Charaktere des Theophrast wurden durch den französischen Schriftsteller Jean de La Bruyère (1645–1696) wiederentdeckt, übersetzt und durch Charakterstudien aus seiner eigenen Zeit ergänzt.
Die altindische Ayurveda-Lehre teilt die Menschen entsprechend drei unterschiedlichen Lebensenergien (Doshas) in Vata-, Pitta- und Kapha-Typen ein, bei denen Konstitution und Charakter eine Einheit bilden.
Vermutlich im islamischen Kulturraum wurde das Enneagramm entwickelt (9 Typen).
Friedrich Nietzsche hat sich in seiner Autobiographie durch das Element Feuer selbst charakterisiert.

## Charakterologie im 19. und 20. Jahrhundert
In Deutschland gilt Julius Bahnsen mit seinem Werk Beiträge zur Charakterologie (1867) als der Pionier der Charakterkunde. Große populäre Verbreitung erreichte Carl Huter mit seiner Lehre, die sich vor allem auf die individuelle Formung des Gesichts und des Schädels bezog und damit Johann Caspar Lavater und dessen Physiognomik sowie Franz Joseph Gall und dessen Phrenologie folgte. Huter schuf eine umfassende Theorie der menschlichen Konstitutionstypen und der angeblich damit im Zusammenhang stehenden Charakter- und Persönlichkeitsmerkmale: die Hutersche Psycho-Physiognomik. Nach Huters Tod im Jahre 1912 wurde die angewandte Psycho-Physiognomik in zahlreichen Veröffentlichungen von Amandus Kupfer weiter ausgebaut.
Die in der ersten Hälfte des 20. Jahrhunderts von Ernst Kretschmer und William Sheldon entwickelten Theorien, welche ebenfalls die Frage des Zusammenhangs von Charaktermerkmalen und Körperbau (Konstitutionstyp) untersuchten, sind als moderne Nachfolger der von Huter und anderen Autoren vorgestellten Theorien anzusehen. Kretschmer sowie Sheldon und ihre Mitarbeiter führten sehr umfangreiche Untersuchungen an vielen Tausend Menschen durch, wobei viele verschiedene Maße ermittelt wurden, von der Körpergröße über die Länge der Finger, der Gesichtsform bis hin zum Umfang der Handgelenke, des Bauchs, der Schenkel etc. Alle Probanden wurden gleichzeitig psychologisch untersucht. Der wesentliche Fortschritt im Werk von Kretschmer und Sheldon besteht also in den empirisch-statistischen Analysen. Damit wurden die behaupteten Zusammenhänge zwischen Körperform und Charaktertypus zu wissenschaftlich prüfbaren Hypothesen weiterentwickelt.
Nachprüfungen dieser Untersuchungen haben jedoch gezeigt, dass sich die seinerzeit behaupteten Korrelationen nicht aufrechterhalten lassen. Die Annahmen über psycho-morphologische Zusammenhänge wurden empirisch widerlegt. Zwischen Körperbautyp und Persönlichkeit besteht kein gesicherter Zusammenhang. Aus heutiger Sicht sind also Konstitutionstypologien wissenschaftlich nicht aufrechtzuerhalten. Eventuell zu beobachtende Korrelationen sind eher durch den Einfluss der objektiven oder der subjektiv wahrgenommenen körperlichen Eigenschaften auf das Selbstbild und die entsprechenden Selbstbeurteilungen zu interpretieren (siehe Konstitution).
Es gibt jedoch weiterhin Vertreter der Psycho-Physiognomik. Ein von Dirk Schneemann entwickeltes System orientiert sich an der chinesischen Gesichtsdiagnostik (auch: Antlitzdiagnose, Chinese face reading oder Siang Mien), welche aus Feng Shui hervorgeht, und analysiert insbesondere die menschlichen Gesichtsbereiche. Das System wurde vereinzelt von Personalmanagern bekannter Firmen eingesetzt. Eine wissenschaftliche Grundlage existiert jedoch nicht.

## Charaktertypen in Psychoanalyse und Tiefenpsychologie
In der Psychoanalyse bezeichnet der Begriff Charakter einen Typus im Erleben und Verhalten sowie ein individuelles Muster von vorherrschenden Abwehrmechanismen aus dem Ich-Anteil. Die Charaktere gehen fließend ineinander über, es gibt jedoch eine Häufung bestimmter Strukturelemente.
- narzisstischer Charakter (frühe orale Phase)
  - vorherrschende Abwehrmechanismen: Spaltung, Entwertung / Idealisierung, Verleugnung , Projektive Identifikation
  - Erleben und Verhalten: Übersteigertes Machtbedürfnis und Selbstwertgefühl, Entwertung anderer Menschen
- schizoider Charakter (frühe orale Phase)
  - vorherrschende Abwehrmechanismen: Sublimierung, Rationalisierung, Intellektualisierung, Affektisolierung
  - Erleben und Verhalten: Distanzbedürfnis, Angst vor Nähe
- depressiver Charakter (orale Phase)
  - vorherrschende Abwehrmechanismen: Autoaggressionen, Reaktionsbildung, Introjektion
  - Erleben und Verhalten: Abhängigkeit von anderen Menschen, Minderwertigkeitsideen und -gefühle, Passivität
- zwanghafter Charakter, auch Analcharakter (anale Phase)
  - vorherrschende Abwehrmechanismen: Reaktionsbildung, Rationalisierung, Affektisolierung
  - Erleben und Verhalten: Kontrollbedürfnis, Sparsamkeit, Eigensinn, Genauigkeit
- hysterischer Charakter (ödipale/elektrale Phase)
  - vorherrschende Abwehrmechanismen: Verdrängung, Verleugnung, Konversion
  - Erleben und Verhalten: Geltungsbedürfnis, sexualisiertes Verhalten, Angst vor Sexualität

Wilhelm Reich entwickelte seine Typologie der Charakterstrukturen für die Körperpsychotherapie. Alexander Lowen erweiterte sie um den oralen Typus und gelangte zu den Charakterstrukturen der bioenergetischen Analyse mit den Ausprägungen schizoid, oral, psychopathisch/narzisstisch, masochistisch und rigide (letztere unterteilt in phallisch und hysterisch).
Ein weiteres psychoanalytisches Charakterkonzept mit ausdrücklichem Bezug auf das Freudsche Phasenmodell, das Modell der Charakterorientierungen, hat Erich Fromm entwickelt. Er unterscheidet u. a. den autoritären (oder sadomasochistischen) Charakter, den Marketing-Charakter sowie weitere Charaktertypen (narzisstisch, oral-rezeptiv, hortend, ausbeuterisch, nekrophil). In seiner Charaktertheorie unterscheidet er den Modus der Sozialisation (Bezogenheit zu den Menschen) und den der Assimilierung (Bezogenheit zu den Dingen). Zentral für seinen psychoanalytisch-soziologischen Ansatz ist auch die Unterscheidung zwischen Sozialcharakter und Individualcharakter. Fritz Riemann hat in seinem Buch Grundformen der Angst den narzisstischen Charakter dem hysterischen Charakter untergeordnet. In der Fachliteratur sind noch andere Einteilungen zu finden (siehe u. a. Kutter 2008; Thomä und Kächele, 2006).

## Charakterstärke und das Konzept der Neurose
Das seit der Antike geläufige Konzept der Charakterstärke umfasst wichtige persönliche und soziale Tugenden, insbesondere entschiedenes Eintreten für Überzeugungen, Pflichtbewusstsein, Ausdauer, Mut (u. a. Zivilcourage) und moralische Konsequenz. Charakterstärke kennzeichnet die ausgereifte Persönlichkeit, d. h. die durch Entwicklungsstörungen weitgehend unbeeinträchtigte psychische Verfassung eines Individuums. Von Ich-Stärke (Ich-Reife) wird in der Psychoanalyse dann gesprochen, wenn die Ich-Funktionen (u. a. Wahrnehmen, Denken, Handeln) zwischen den Triebimpulsen des Es und den Normen des Über-Ich so zu kontrollieren und auszugleichen vermögen, dass – allgemein gesagt – die Liebes- und Arbeitsfähigkeit des Menschen erhalten sind. Der Gegenbegriff ist die Ich-Schwäche, die durch psychodynamische Entwicklungsstörungen und Anpassungsstörungen bedingt ist und aus Sicht der Psychoanalyse ein wichtiges Kennzeichen der Neurose bildet. Es wird angenommen, dass durch starre oder unter Belastung versagende Abwehrmechanismen die volle Breite des Erlebens eingeengt wird, insofern eine „Bewusstseinsminderung“ eintritt, und allgemein die Bildung von neurotischen Symptomen gefördert wird. Diese Minderung des Bewusstseins kann als konkrete Auswirkung der verschiedenen Abwehrmechanismen (s. o.) angesehen werden. Als Indikator der Charakterstärke gilt z. B. Humor. Auch in diesem Wort werden die Anklänge zur Humoralpathologie deutlich als dem richtigen Maß von Feuchtigkeit bzw. „gesunden Säften“ (lat. humores) für eine wohlgegründete gute Stimmung.

## Kulturelle Perspektive
Verschiedene Kulturen besitzen unterschiedliche Konzepte von Charaktereigenschaften. Das Judentum z. B. kennt den Begriff Middot (hebr. für „Maße“) als Bezeichnung für diejenigen guten Charaktereigenschaften, die zu erlangen der Mensch sein Leben lang streben soll. Eine gute Charaktereigenschaft in diesem Sinne ist etwa die Fähigkeit, emotionale Belastung auszuhalten.